# Eric Hänni
Eric Hänni (n. 19 decembrie 1938, Delémont⁠(d), Cantonul Jura, Elveția – d. 25 decembrie 2024) a fost un judocan care a reprezentat Elveția, medaliat olimpic. A participat la o ediție a Jocurilor Olimpice (1964) în care a câștigat o medalie de argint.

## Participări
Lista de mai jos prezintă principalele competiții la care a participat Eric Hänni de-a lungul carierei.
- judo at the 1964 Summer Olympics – men's 68 kg[*]